# High poly

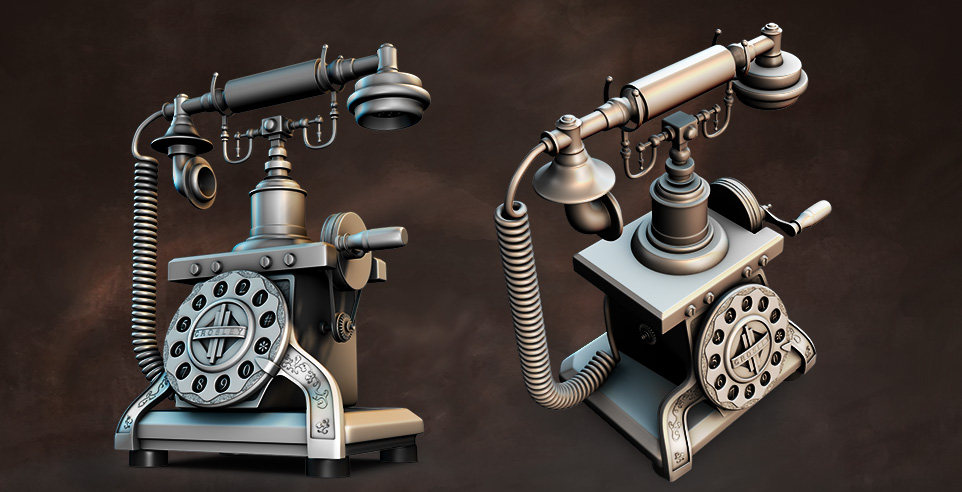
Un modello di telefono antico 3d high poly.

High poly è un'espressione che sta a indicare i modelli 3D che hanno un elevato numero di poligoni. Questi modelli appaiono lisci e molto dettagliati. I modelli fotorealistici tendono a fare leva sui modelli high poly quando necessario. Si contrappongono ai modelli low poly, che sono modelli tridimensionali che hanno una bassa quantità di poligoni (o una basso numero di vertici, spigoli e facce).

## Caratteristiche

### Vantaggi
Questi sono i vari vantaggi nell'utilizzo di modelli high poly:
- Livello di dettaglio: i modelli high poly, se fatti bene, possono apparire come molto dettagliati. Per esempio, un personaggio con un milione di poligoni, potrebbe essere uno stress di elaborazione per il PC, ma l'utente è in grado di vedere non solo un personaggio ben fatto, levigato e realistico, ma anche i micro-dettagli come i pori sulla sua pelle, o le rughe sulla sua faccia.
- Realismo: i modelli realistici tendono a essere high poly. Un modello low poly raramente sembra realistico a meno che non si sta creando qualcosa di basilare come un tavolo, per esempio.
- Animazioni realistiche: grazie all'alto numero di vertici disponibili, le animazioni tenderanno a deformare dolcemente il modello, e questo può sembrare abbastanza realistico. Anche i modelli low poly si deformano dolcemente e forse sono più facili da controllare, ma sono lontani dal permettere animazioni realistiche.

La suddivisione è uno degli strumenti di modellazione 3D usati per incrementare il numero di poligoni in un modello e permette quindi di aggiungere ulteriori dettagli su di esso.

### Svantaggi
Ci sono anche alcuni svantaggi nell'utilizzo di modelli high poly:
- Sfruttamento di memoria: a causa dell'alto numero di poligoni, lavorare al modello potrebbe essere un'esperienza lenta e con lag. Se il modello presenta dettagli estremi, potrebbero verificarsi dei crash, dato che il PC non può tenere in memoria un modello simile, per poterlo caricare. Le soluzioni sono o di lavorare a un modello per volta, o prendere un PC più performante.
- Sfruttamento di spazio su disco: dato che ci sono molti poligoni, il modello occuperà molto spazio di archiviazione - se si sta lavorando a un progetto cinematografico che richiede un'alta quantità di dettagli, ad esempio. Una soluzione potrebbe essere l'utilizzo di un servizio di cloud storage.

### Quando utilizzarli?
Gli ambiti di utilizzo dei modelli high poly sono le produzioni cinematografiche, le simulazioni e la visualizzazione architettonica.